# Tettigonia caudata
Tettigonia caudata är en insektsart som först beskrevs av Toussaint de Charpentier 1842.  Tettigonia caudata ingår i släktet Tettigonia och familjen vårtbitare.

## Underarter
Arten delas in i följande underarter:
- T. c. caudata
- T. c. mistshenkoi